# William Fitzsimmons
William Fitzsimmons est un auteur-compositeur-interprète américain. Il est né et a grandi à Pittsburgh en Pennsylvanie. Il vit actuellement à Jacksonville (Illinois). Il s'est fait connaître d'une part grâce au site de partage Myspace, et d'autre part pour ses participations à la bande son de séries à succès comme Grey's Anatomy, Greek ou Les Frères Scott.
Le 17 février 2014, il sort un nouvel album intitulé Lions dont la production est assurée par Chris Walla (Tegan and Sara, The Decemberists, The Postal Service).

## Discographie

### Singles
- Heartless (2009)
- Covered in Snow (2009)

## Récompenses
- ITunes US Best Singer/Songwriter Album 2008: The Sparrow and the Crow
- ITunes Australia Best International Singer/Songwriter Album 2009: The Sparrow and the Crow
- ITunes UK Best of 2009 Singer/Songwriter category: Goodnight